# Cristià Albert de Hohenlohe-Langenburg
Cristià Albert de Hohenlohe-Langeburg (en alemany Christian Albrecht zu Hohenlohe-Langenburg) va néixer a Langenburg el 27 de març de 1726 i va morir a Ludwigsruhe el 4 de juliol de 1789. Era el fill gran del comte Lluís de Hohenlohe-Langenburg (1696-1765), de la branca protestant dels Hohenlohe, i de la comtessa Elionor de Nassau-Saarbrücken (1707-1769). El comte Lluís i tots els seus descendents van ser elevats el 7 de gener de 1764 al rang de Prínceps de l'Imperi per l'emperador Francesc I.

## Matrimoni i fills
El 13 de maig de 1761 es va casar a Gedern amb la princesa Carolina de Stolberg-Gedern (1731-1796), filla del príncep Frederic Carles (1693-1767) i de Lluïsa Enriqueta de Nassau-Saarbrücken (1705-1766). El matrimoni va tenir set fills:
- Carles Lluís (1762-1825), casat amb la comtessa Amàlia Enriqueta de Solms-Baruth (1768−1847).
- Lluïsa Elionor (1763-1837), casada amb el duc Jordi I de Saxònia-Meiningen.
- Gustau Adolf (1764-1796).
- Cristina Carolina (1765-1768).
- Lluís Guillem (1767-1768).
- Cristià August (1768-1796).
- Carolina (1769-1803).